# Godehardi-Kirche (Beckedorf)

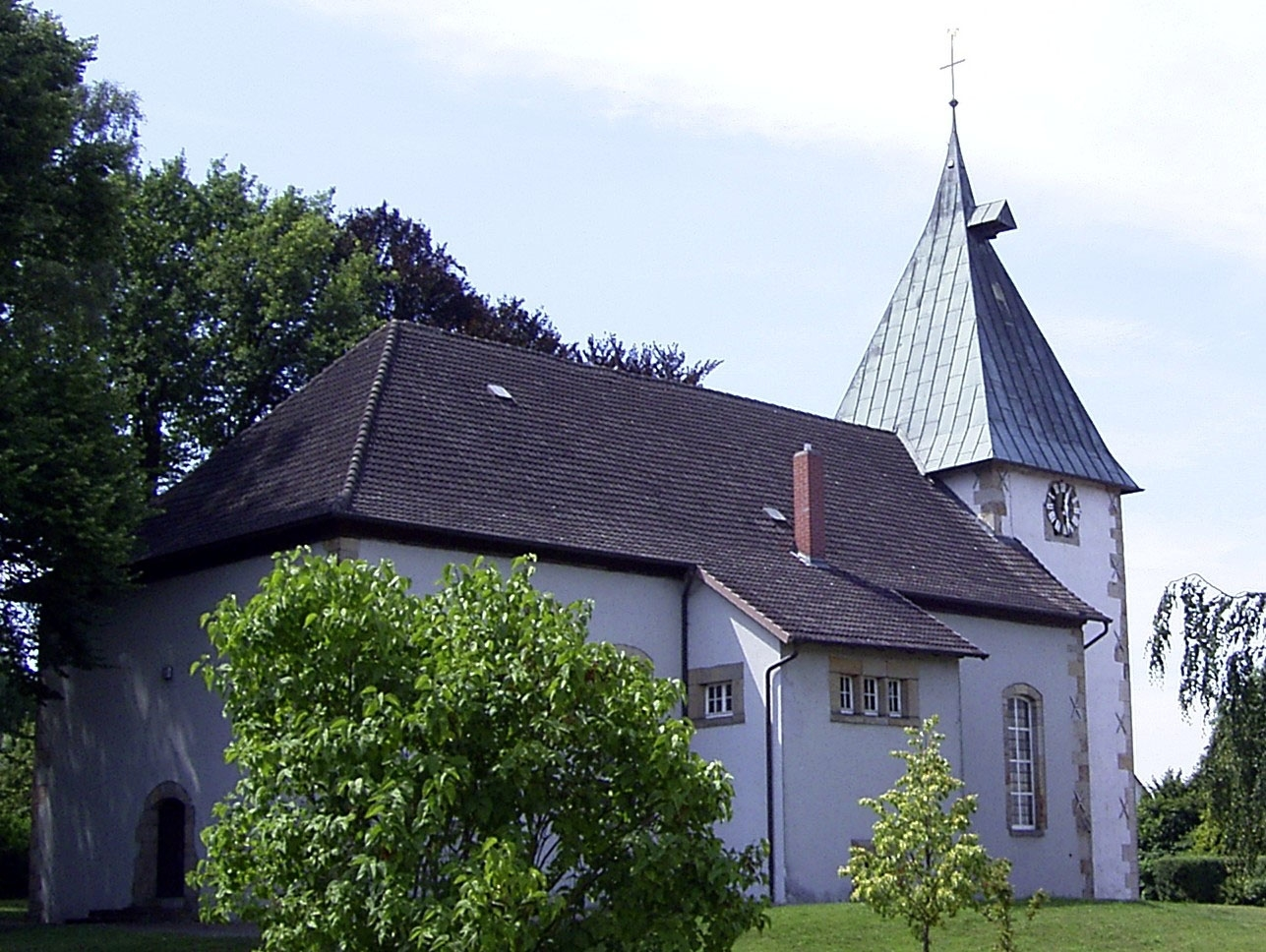
Godehardi-Kirche

Die evangelisch-lutherische Godehardi-Kirche steht in Beckedorf, einer Gemeinde der Samtgemeinde Lindhorst im Landkreis Schaumburg von Niedersachsen. Die Kirche steht unter Denkmalschutz. Die Kirchengemeinde gehört zum Kirchenkreis Grafschaft Schaumburg im Sprengel Hannover der Evangelisch-lutherischen Landeskirche Hannovers.

## Beschreibung
Die barocke, verputzte, mit Ecksteinen versehene Saalkirche aus der 2. Hälfte des 13. Jahrhunderts hat ein rechteckiges, mit einem abgewalmten Satteldach bedecktes Langhaus und einen leicht querrechteckigen, mit einem Zeltdach bedeckten Kirchturm im Westen, in dem drei Kirchenglocken hängen. Das mit einem Kreuzgratgewölbe überspannte Erdgeschoss des Turms ist mit einer großen spitzbogigen Arkade zum Langhaus geöffnet. Das Langhaus hat kurze querschiffartige Anbauten für die ehemalige Prieche bzw. die Sakristei. Die Segmentbogenfenster sind mit Sandsteinen eingerahmt. 
Der Innenraum des Langhauses ist mit einem Spiegelgewölbe überspannt. Die U-förmige Empore steht auf hölzernen Stützen mit geschweiften Kopfbändern. Zur Kirchenausstattung gehört ein Kanzelaltar im frühklassizistischen Zopfstil von 1794. Sein Gesprenge besteht aus den Gesetzestafeln und dem Evangeliar. Das Taufbecken stammt aus dem 14. Jahrhundert.